# Psychotria fertitensis
Psychotria fertitensis är en måreväxtart som beskrevs av Georg August Schweinfurth och Bernard Verdcourt. Psychotria fertitensis ingår i släktet Psychotria och familjen måreväxter. Inga underarter finns listade i Catalogue of Life.